# Lone Træholt
Lone Træholt (født 15. juli 1958 i Løkken) er Danmarks første kvindelige general. 30. september 2016 udnævntes hun til brigadegeneral og chef for Flyvevåbnets Taktiske Stab.
Lone Træholt er uddannet ved Flyvevåbnets Officersskole i 1983 og har haft en lang karriere i Flyvevåbnet, Forsvarskommandoen og Nato. Også da Lone Træholt blev udnævnt oberstløjtnant i 2000, var hun den første kvinde på posten.

## Tidligere udnævnelser
- Sergent (1979)
- Sekondløjtnant (1981)
- Premierløjtnant (1983)
- Kaptajn (1986)
- Major (1993)
- Oberstløjtnant (2000)
- Oberst (2008)